# Quận của tỉnh Finistère
4 quận của tỉnh Finistère gồm:
1. Quận Brest, (quận lỵ: Brest) với 20 tổng và 80 xã. Dân số của quận này là 342.050 người năm 1990, 353.541 người năm 1999, tăng trưởng dân số là 3.36%.
2. Quận Châteaulin, (quận lỵ: Châteaulin) với 7 tổng và 61 xã. Dân số của quận này là 83.346 người năm 1990, và 81.534 người năm 1999, tăng trưởng dân số là 2.17%.
3. Quận Morlaix, (quận lỵ: Morlaix) với 10 tổng và 60 xã. Dân số của quận này là 122.873 người năm 1990, và 121.331 người năm 1999, tăng trưởng dân số là 1.25%.
4. Quận Quimper, (tỉnh lỵ của tỉnh Finistère: Quimper) với 17 tổng và 82 xã. Dân số của quận này là 290.418 người năm 1990, và 296.012 người năm 1999, tăng trưởng dân số là 1.93%.